# Mlhovina Eskymák
Mlhovina Eskymák (také známá jako NGC 2392 nebo Caldwell 39) je planetární mlhovina ležící v souhvězdí Blíženců, vzdálená přibližně 4 100 světelných let od Slunce. Mlhovinu objevil 17. ledna 1787 William Herschel.

## Pozorování

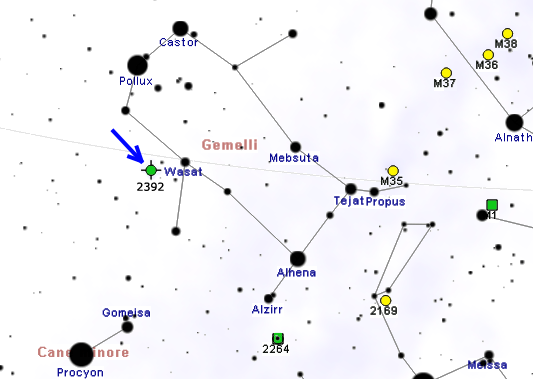
Poloha NGC 2392 v souhvězdí Blíženců.

Mlhovina je viditelná i malými amatérskými astronomickými dalekohledy, ve kterých vypadá jako jasný kotouček bez podrobností. Dalekohledy větších rozměrů ji ukážou jako objekt podobný hlavě osoby, která je skrytá v kapuci bundy, díky čemuž mlhovina získala svou přezdívku. Na obloze se nachází v jihovýchodní části souhvězdí, 2,5° jihovýchodně od hvězdy δ Geminorum (Wasat) s magnitudou 3,5.
Mlhovinu je výhodné pozorovat ze severní polokoule, i když je díky její poloze blízko k ekliptice bez potíží viditelná ze všech obydlených oblastí jižní polokoule, kde se ovšem nachází poněkud nízko nad obzorem. Nejvhodnější období pro její pozorování na večerní obloze je od prosince do května.

## Historie pozorování
Mlhovinu objevil William Herschel v roce 1787 a popsal ji jako hvězdu 9. magnitudy, kterou obklopuje mlhovina. Na fotografii z Hubbleova vesmírného dalekohledu z roku 2000 jsou zobrazena plynová mračna s tak složitou stavbou, že dosud nebyla plně pochopena.

## Vlastnosti
Mlhovina Eskymák je planetární mlhovina s bipolárním vzhledem
a je tvořena dvěma obálkami.
Je obklopena plynem, který před 10 000 let tvořil vnější vrstvy hvězdy podobné Slunci. Vlákna viditelná uvnitř jsou způsobena silným větrem částic pocházejících z hvězdy uprostřed mlhoviny. Vnější obálka obsahuje zvláštní oranžová vlákna s délkou kolem jednoho světelného roku.